# 李安靜
李安靜（7世纪—691年），唐朝大臣，观州蓨县（今河北省景县）人。李纲的孙子，李安仁的弟弟。
武则天称制的时候，官至右卫将军。武则天改唐为周，王公百官全都上表劝进，李安靜不赞成武氏革命，拒绝劝进。于是被下诏狱，来俊臣诘问他的反状。他回答：“以我唐家老臣，须杀即杀! 若问谋反，实无可对。”天授二年十月壬戌，与樂思晦同被来俊臣所杀，以义烈闻名。后来来俊臣死后，姚崇对武则天说张虔勖、李安静都是被酷吏诬杀的。